# Neuville-sur-Ain
Neuville-sur-Ain és un municipi francès situat al departament de l'Ain i a la regió d'Alvèrnia-Roine-Alps. L'any 2007 tenia 1.483 habitants.

## Demografia

### Població
El 2007 la població de fet de Neuville-sur-Ain era de 1.483 persones. Hi havia 581 famílies de les quals 143 eren unipersonals (57 homes vivint sols i 86 dones vivint soles), 188 parelles sense fills, 221 parelles amb fills i 29 famílies monoparentals amb fills.
La població ha evolucionat segons el següent gràfic:
Habitants censats

### Habitatges
El 2007 hi havia 743 habitatges, 587 eren l'habitatge principal de la família, 92 eren segones residències i 65 estaven desocupats. 674 eren cases i 65 eren apartaments. Dels 587 habitatges principals, 460 estaven ocupats pels seus propietaris, 113 estaven llogats i ocupats pels llogaters i 14 estaven cedits a títol gratuït; 4 tenien una cambra, 27 en tenien dues, 82 en tenien tres, 184 en tenien quatre i 290 en tenien cinc o més. 467 habitatges disposaven pel capbaix d'una plaça de pàrquing. A 228 habitatges hi havia un automòbil i a 312 n'hi havia dos o més.

### Piràmide de població
La piràmide de població per edats i sexe el 2009 era:
| Homes | Edats   | Dones |
| ----- | ------- | ----- |
| 0     | 95 o +  | 4     |
| 0     | 90 a 94 | 4     |
| 8     | 85 a 89 | 24    |
| 16    | 80 a 84 | 4     |
| 24    | 75 a 79 | 20    |
| 40    | 70 a 74 | 32    |
| 16    | 65 a 69 | 40    |
| 32    | 60 a 64 | 16    |
| 40    | 55 a 59 | 20    |
| 36    | 50 a 54 | 40    |
| 68    | 45 a 49 | 36    |
| 56    | 40 a 44 | 68    |
| 28    | 35 a 39 | 36    |
| 28    | 30 a 34 | 52    |
| 36    | 25 a 29 | 28    |
| 32    | 20 a 24 | 36    |
| 36    | 15 a 19 | 44    |
| 64    | 10 a 14 | 28    |
| 48    | 5 a 9   | 28    |
| 40    | 0 a 4   | 16    |

## Economia
El 2007 la població en edat de treballar era de 970 persones, 721 eren actives i 249 eren inactives. De les 721 persones actives 669 estaven ocupades (368 homes i 301 dones) i 53 estaven aturades (27 homes i 26 dones). De les 249 persones inactives 83 estaven jubilades, 81 estaven estudiant i 85 estaven classificades com a «altres inactius».

### Ingressos
El 2009 a Neuville-sur-Ain hi havia 605 unitats fiscals que integraven 1.507 persones, la mediana anual d'ingressos fiscals per persona era de 18.072 €.

### Activitats econòmiques
Dels 56  establiments que hi havia el 2007, 3 eren d'empreses extractives, 3 d'empreses alimentàries, 6 d'empreses de fabricació d'altres productes industrials, 15 d'empreses de construcció, 9 d'empreses de comerç i reparació d'automòbils, 2 d'empreses de transport, 4 d'empreses d'hostatgeria i restauració, 3 d'empreses immobiliàries, 4 d'empreses de serveis, 6 d'entitats de l'administració pública i 1 d'una empresa classificada com a «altres activitats de serveis».
Dels 15 establiments de servei als particulars que hi havia el 2009, 1 era una oficina de correu, 1 taller de reparació d'automòbils i de material agrícola, 4 paletes, 3 fusteries, 3 lampisteries, 1 empresa de construcció, 1 perruqueria i 1 agència immobiliària.
Dels 4 establiments comercials que hi havia el 2009, 1 era un hipermercat, 2 fleques i 1 una peixateria.
L'any 2000 a Neuville-sur-Ain hi havia 16 explotacions agrícoles que ocupaven un total de 630 hectàrees.

## Equipaments sanitaris i escolars
El 2009 hi havia una escola elemental.

## Poblacions més properes
El següent diagrama mostra les poblacions més properes.